# Babina (płazy)
Babina – rodzaj płazów bezogonowych z rodziny żabowatych (Ranidae).

## Zasięg występowania
Rodzaj obejmuje gatunki występujące na wyspach archipelagu Riukiu w Japonii.

## Systematyka
Rodzaj zdefiniowało w 1912 roku dwóch amerykańskich zoologów – Joseph Cheesman Thompson w artykule poświęconym nowemu rodzajowi żabowatych z wysp Riukiu, opublikowanym w czasopiśmie Herpetological Notices, oraz John Van Denburgh w publikacji własnego autorstwa poświęconej wstępnym opisom nowych gadów i płazów z Riukiu oraz Tajwanu. Gatunkiem typowym u obu autorów jest (oryginalne oznaczenie) Rana holsti Boulenger, 1892. Jako że praca Thompsona ukazała się wcześniej (12 czerwca) niż publikacja Van Denburgha (29 lipca), zgodnie z zasadami pierwszeństwa ustalonymi przez Międzynarodową Komisję Nomenklatury Zoologicznej, autorem opisu Babina jest Thompson.

### Etymologia
Babina: etymologia nieznana, Thompson nie wyjaśnił znaczenia nazwy rodzajowej.

### Podział systematyczny
Do rodzaju należą następujące gatunki:
- Babina holsti (Boulenger, 1892)
- Babina subaspera (Barbour, 1908)